# Термополированное стекло

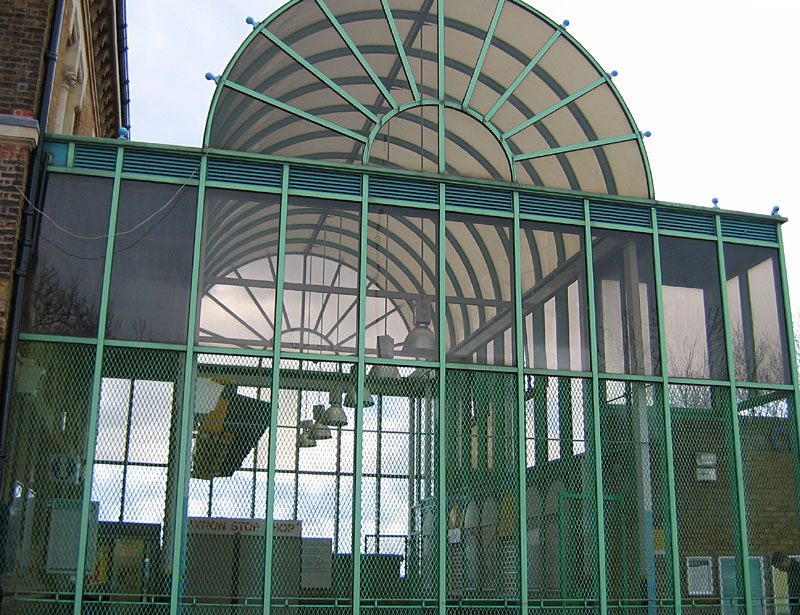
Использование термополированного стекла на железнодорожной станции Кристал Пэлэс, Лондон.

Термополированное стекло (также известное как флоат-стекло, наплывное стекло) — стекло, полученное наливом расплавленной стекломассы («флоат-метод») на слой расплавленного легкоплавкого металла, обычно олова, но ранее применялись свинец и другие легкоплавкие сплавы. Данный метод обеспечивает стекло равномерной толщины и с высоким качеством поверхности.
Современные окна сделаны с использованием флоат-стекла. Большая часть стекла, получаемого флоат-методом, натриевые, но небольшие количества боросиликатного стекла также получают этим методом. Стекла для плоскопанельных дисплеев тоже получают этим методом. Флоат-процесс также известен как «Пилкингтон-процесс», названный в честь компании Pilkington, которая впервые использовала эту технологию (изобретенную сэром Алистером Пилкингтоном) в 1950-е на своей фабрике в Сент-Хеленс (Великобритания).

## История

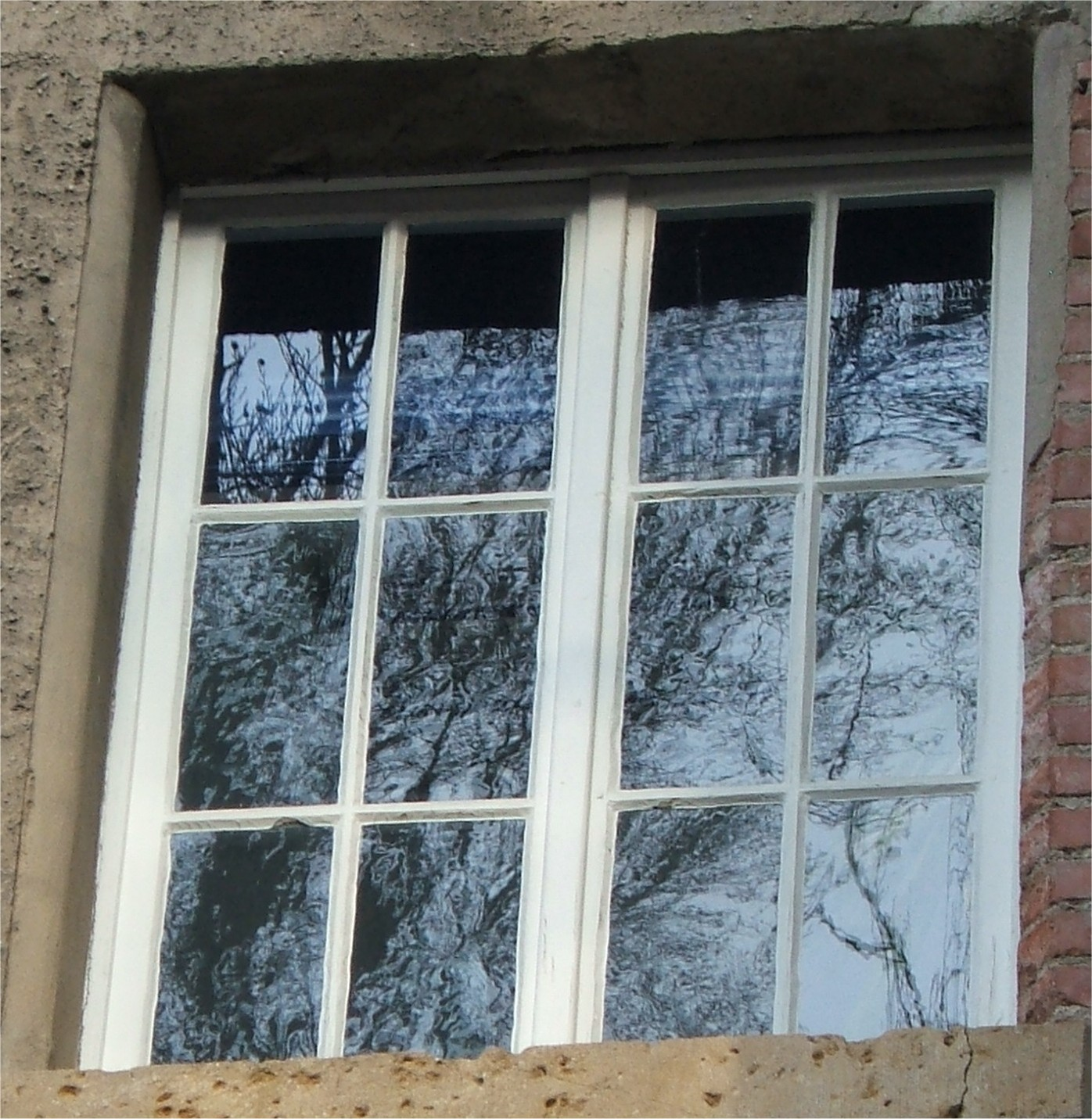
Старое окно, содержащее пластинку флоат-стекла в левой верхней части стекла. Йена, Германия. Остальные стекла в окне, вероятно, не флоат-стекло, что видно по искажению отражения деревьев на поверхности.

До XVI века оконные стекла получали разрезая большие диски из стекла, получаемых вручную. Большие по размеру пластинки стекла получали по цилиндрическому методу — выдувая большой цилиндр из стекла и расплющивая затем его стенку в пластину. Большая часть оконных стекол 19 века получена цилиндрическим методом. «Цилиндр» имел 180—240 см в длину и 25 — 36 см в диаметре, что ограничивало максимальный размер получаемых пластинок стекла, из-за чего окна приходилось делать разделенными рамой на несколько частей.
Первые разработки в автоматизации производства стекла были запатентованы английским инженером Генри Бессмером в 1848 году. Его система формировала стеклянную ленту, формуя ее при помощи роликов. Это был дорогой процесс, так как требовал последующей шлифовки и полировки стекла. Если бы можно было вылить стекло на идеально гладкую поверхность, это позволило бы получить идеально гладкое стекло и тем самым снизить его стоимость. Им были предприняты попытки сформовать стекло выливая на поверхность расплавленного олова — одной из немногих жидкостей, обладающих плотностью большей чем у стекла и при этом стабильной при температуре плавления стекла. На этот метод были получены патенты, но технологию было невозможно реализовать в то время.
До внедрения флоат-процесса большие листы стекла получали выливая стекломассу на стальную плиту с последующей шлифовкой и полировкой стекла с обеих сторон, что значительно повышало стоимость стекла. Начиная с начала 1920х были разработаны линии, где непрерывная лента из стекла проходила серию шлифующих и полирующих механизмов.
Стекло низкого качества получали вертикальным вытягиванием из расплава, лента которого удерживалась и вытягивалась за края ленты роликами. По мере остывания стекло разрезали на листы. Толщина такого листа стекла была неоднородной, а качество поверхности невысоким. Тем не менее этот процесс получения стекла использовался многие года и после изобретения флоат-процесса.
Между 1953 и 1957 сэр Алистер Пилкингтон и Кеннет Бикерстаф (Kenneth Bickerstaff) разработали процесс получения листового стекла путем свободного растекания стекломассы по поверхности ванны расплавленного олова. Успех этого процесса зависит от аккуратного баланса количества стекла, растекающегося по поверхности ванны с расплавом олова под силой собственного веса. Значимые продажи стекла, полученного новым методом, начались в 1960.

## Производство
Флоат-стекло обычно использует рецептуру легкоплавких натриевых стекол (содержит песок, карбонат натрия, доломит, известняк, сульфат натрия и т. д.) Также в стекло могут вводить добавки для окраски, придания особых свойств. Стеклобой и отходы, брак также вводятся в шихту для вторичной переработки. Шихта загружается в печь и разогревается до 1500 °C. Типовая печь имеет размеры 9 м в ширину, 45 м в длину, и вмещает более 1200 тонн стекла. После расплавления температура стабилизируется в районе 1200 °C для равномерности состава.
Расплавленное стекло подается в ванну из расплава олова (около 3-4 м шириной, 50 м длиной, 6 см глубиной) Специальные бортоформирующие приспособления не допускают стекло за пределы оловянной ванны. Специальный механизм контролирует количество стекла, подаваемого на поверхность ванны.
Олово — подходящий материал для ванны, так как обладает большой плотностью, остается жидким в широком диапазоне температур, и при этом не смешивается со стеклом. Олово окисляется на воздухе до SnO2. Диоксид олова прилипает к стеклу. Для предотвращения этого пространство над ванной поддувается избыточным давлением защитными газами — азотом и водородом.
Лента из стекла, проплывая по поверхности ванны, формирует гладкие поверхности (сверху и снизу) и разравнивается по толщине. Пока стекло движется по ванне с оловом оно остывает с 1100 °C до примерно 600 °C когда полотно может быть поднято с зеркала расплава на ролики. Регулируя скорость вращения роликов можно добиться вытяжки стекла с уменьшением его толщины и тем самым регулировать толщину получаемого полотна стекла.
Затем стеклянное полотно движется примерно через 100-метровый тоннель, где медленно охлаждается для предотвращения образования внутренних напряжений, которые могут привести к растрескиванию стекла. Остывшее стекло из тоннеля разрезается на листы механизмами.

## Применение
На сегодняшний день большая часть используемого в быту и строительстве стекла получена флоат-методом. Такое стекло сочетает в себе ряд полезных свойств — высокое качество поверхности, низкую цену, и такое стекло может быть сформовано в любую форму при помощи нагрева. Такие стекла используются в:
- Автомобильные стекла (окна, зеркала, лобовые стекла)
- Зеркала
- Мебель (в том числе столешницы и полки)
- Защитные стекла
- Окна и двери

Большая часть специализированных стекол: закалённое стекло, матовые стекла, ламинированные, звукозащитные получаются из флоат-стекла последующей обработкой.

## Рынок
В 2009 году на мировом рынке стекла (исключая Россию и Китай) доминировали следующие компании:Asahi Glass, NSG/Pilkington, Saint-Gobain, и Guardian Industries. Другие компании включают Sise Cam AS, PPG, Central Glass, Hankuk (HanGlas), Zeledyne, and Cardinal Glass Industries.